# Universidad Técnica Nacional de Donetsk
La Universidad Nacional Técnica de Donetsk (anteriormente conocido como Instituto Politécnico de Donetsk) es el centro de educación superior más grande y más antiguo de la región ucraniana del Donbás, fundada en 1921. La universidad tiene su sede en Pokrovsk. 
En sus primeros años, contó con la presencia de Nikita Jrushchov. También el presidente Victor Yanukovich estudió en sus aulas. 